# Кхарнанг
Монастырь Кхарнанг — тибетский буддийский монастырь школы гелуг, расположен к северо-западу от деревни Лхобаша, в четырёх часах езды на лошади от города Гардзе.

## История
В 1950 году в монастыре проживало около 450 монахов. В 1955 году, после вторжения китайской армии в Тибет ряд высших монахов монастыря покончили с собой.
В 1979 году бывший тибетский заключённый Адхе Тамонцанг, освобождённый в 1985 году и проживающий в Индии (Дхармасала, получил разрешение на две недели посетить родные места, и констатировал, что монастырь Кхарнанг и несколько других монастырей были полностью разрушены и разграблены, в значительной мере в период Культурной революции.
Шенпен Ринпоче, родившийся 10 января 1969 года во Франции, в 2003 году был признан перерождением ламы Гендун Рабгье из монастыря Кхарнанг.